# .ge
.ge è il dominio di primo livello nazionale assegnato alla Georgia.
Nel 2016 è stato approvato il dominio internazionalizzato .გე (xn--node).

## Domini di secondo livello
Sono disponibili i seguenti domini di secondo livello:
- .com.ge
- .edu.ge
- .org.ge
- .net.ge
- .pvt.ge
- .school.ge
- .gov.ge